# Alex Forsyth
Alex Forsyth (6. ledna 1955 Cambridge, Ontario – 12. července 2024) byl kanadský hokejový útočník.

## Hráčská kariéra
V roce 1975 byl draftován do NHL v 1. kole (celkově 18.) týmem Washington Capitals kdy ještě působil v týmu Kingston Canadians v lize OHA. Do nové sezóny 1975/76 odešel do farmářského týmu Capitals v Richmond Robins kde strávil celou sezónu. Po ukončení spolupráce farmářského týmu Richmond Robins s Capitals odešel do nového farmářského týmu Springfield Indians, kde strávil skoro celou sezónu 1976/77. Do Capitals byl povolán jen na jeden zápas, který byl mimochodem jediný zápas v NHL kdy se uskutečnil 12. listopadu 1976 proti týmu Chicago Blackhawks. V následujícím ročníku 1977/78 poklesl jeho výkon a byl přeřazen do týmu Tulsa Oilers v CHL kde odehrál 69 zápasů v nichž nasbíral 31 bodů. 1. června 1978 mu vypršela smlouvu s Capitals a nedostal nabídku k prodloužení smlouvy a stal se volným hráčem. Žádný s týmu neprojevil zájem o Forsytho, a proto se rozhodl ukončit kariéru.

## Prvenství
- Debut v NHL – 12. listopadu 1976 (Washington Capitals proti Chicago Blackhawks)

## Klubové statistiky
| Sezóna             | Klub                | Soutěž             |     | Základní část | Základní část | Základní část | Základní část | Základní část |   | Play off | Play off | Play off | Play off | Play off |
| Sezóna             | Klub                | Soutěž             | Z   | G             | A             | B             | TM            | Z             | G | A        | B        | TM       |          |          |
| 1973/1974          | Kingston Canadians  | OHA                | 58  | 11            | 11            | 22            | 17            | —             | — | —        | —        | —        |          |          |
| 1974/1975          | Kingston Canadians  | OMJHL              | 64  | 27            | 31            | 58            | 72            | —             | — | —        | —        | —        |          |          |
| 1975/1976          | Richmond Robins     | AHL                | 71  | 7             | 16            | 23            | 24            | 8             | 2 | 5        | 7        | 0        |          |          |
| 1976/1977          | Springfield Indians | AHL                | 74  | 14            | 33            | 47            | 47            | —             | — | —        | —        | —        |          |          |
| 1976/1977          | Washington Capitals | NHL                | 1   | 0             | 0             | 0             | 0             | —             | — | —        | —        | —        |          |          |
| 1977/1978          | Tulsa Oilers        | CHL                | 69  | 15            | 16            | 31            | 29            | 7             | 0 | 0        | 0        | 0        |          |          |
| Celkem v OHA/OMJHL | Celkem v OHA/OMJHL  | Celkem v OHA/OMJHL | 122 | 38            | 42            | 80            | 89            | 8             | 6 | 4        | 10       | 2        |          |          |
| Celkem v CHL       | Celkem v CHL        | Celkem v CHL       | 74  | 14            | 33            | 47            | 47            | —             | — | —        | —        | —        |          |          |
| Celkem v AHL       | Celkem v AHL        | Celkem v AHL       | 145 | 21            | 49            | 70            | 71            | 8             | 2 | 5        | 7        | 0        |          |          |
| Celkem v NHL       | Celkem v NHL        | Celkem v NHL       | 1   | 0             | 0             | 0             | 0             | —             | — | —        | —        | —        |          |          |